# Schizoprymnus palpator
Schizoprymnus palpator är en stekelart som beskrevs av Vladimir Ivanovich Tobias 1976. Schizoprymnus palpator ingår i släktet Schizoprymnus och familjen bracksteklar. Inga underarter finns listade i Catalogue of Life.